# 日本への自動車の渡来
日本への自動車の渡来（にほんへのじどうしゃのとらい）は、19世紀末に日本に初めて四輪自動車が渡来した出来事を指す。日本に持ち込まれた最初の四輪自動車は、1898年（明治31年）1月にフランス人技師ジャン＝マリー・テブネ（Jean-Marie Thevenet）が持ち込んだガソリン自動車パナール・ルヴァッソールだとされている。この記事では、その車両を特定するに至るまでの経緯と、特定される以前に論じられていた諸説について、主に扱う。

## 概要
日本に最初に持ち込まれた自動車（二輪車を除く）が何かはかつては諸説あり、論題としては「自動車の渡来」、「日本に最初に輸入された自動車」、「日本最初の自動車」といった呼ばれ方がされ、調査や研究の対象になっていた。

### 候補となった諸説
パナール・ルヴァッソールの例が発見される以前は候補として下記の車両が挙げられていた。（各説の検証結果は「#他説の検証」を参照）
- 1897年（明治30年） - 横浜在住の米国人が輸入したオリエント蒸気自動車[6][3][4]
- 1897年（明治30年） - 3月24日にアメリカン・トレーディング・カンパニー（横浜居留地24番館）がフランスから輸入予定だと発表した石油発動自動車
- 1897年（明治30年） - ブルウル商会、シングルトンベンター商会、エル・スゾール商会、アンドリュース・アンド・ジョージ商会、ニッケル商会（C・ニッケル商会）といった横浜、神戸の外国人商会により見本や商会の自家用に輸入された自動車（この年の頃から輸入され始めたという説）[6]
- 1899年（明治32年） - 大倉喜七がパリ万国博覧会視察の際に購入して持ち帰ったダチオン号[6][注 2]
- 1899年（明治32年） - 陸軍中央幼年学校の西村教官がフランスから持ち帰ったガソリン自動車[7][6][3]
- 1899年（明治32年） - 10月、横浜の商館が持ち込んだプログレス電気式三輪車[8][9][3] - プログレス電気自動車説
- 1899年（明治32年） - 神戸のニッケル商会の支配人が持ち込んだ蒸気自動車[8][6]
- 1900年（明治33年） - 4月にアメリカン・トレーディング・カンパニーが輸入したロコモビル蒸気自動車[6][10][W 1] - 1900年ロコモビル説
- 1900年（明治33年） - サンフランシスコの在米日本人会が皇太子嘉仁親王（後の大正天皇）に献上した電気自動車[11] - 皇太子献納車説

### 有力説の変遷
日本に最初に持ち込まれた自動車として、戦前に一般的によく知られていた説は1900年（明治33年）の「皇太子献納車説」で、戦後は自動車工業会（日本自動車工業会）の支持により「1900年ロコモビル説」が有力説となった。
しかし、候補となる車両が上記のように複数あることは戦前から認識されており、いずれの説も「実在の事実」と「持ち込まれた時期」の両方を確定できるほどの史料はなく、裏付けを伴った断定をできない状態が半世紀ほど続いていた。その状況は意外なところから崩されることになり、後述の「パナール・ルヴァッソール説」が有力となる。

### パナール・ルヴァッソール説の浮上と定着

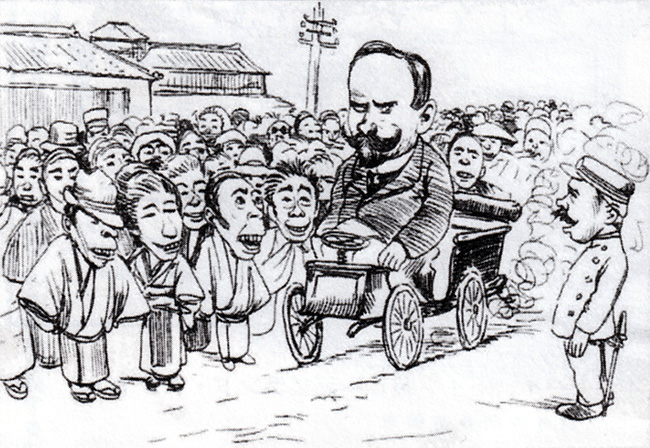
ビゴーの「東京に初めて出現した自動車」（1898年）

フランス人画家で風刺画家として知られるジョルジュ・ビゴーは、1882年（明治15年）から1899年（明治32年）かけて日本に滞在し、『極東にて』（"In the Far East"）と題した報道漫画集を刊行していた。
1975年に近代漫画の研究家の清水勲が『極東にて』の1898年2月号から「東京に初めて出現した自動車」という埋もれていた風刺画を発見し、自動車が渡来した時期について従来説（1900年ロコモビル説）より早いのではないかということを指摘しつつ、著書『明治の諷刺画家・ビゴー』（1978年刊）で紹介する。
1975年3月10日、NHKで時代考証の業務に当たっていた齊藤俊彦は『東京朝日新聞』1898年（明治31年）1月11日付けの記事に自動車の初輸入についての言及があることを発見し、定年退職を機に1985年夏からかねて懸案だったその車両の調査を開始する。調査の過程で清水の著書にも行き当たって確信を深め、齊藤は調査結果を「ベールを脱いだ幻の第一号車」という記事にまとめ、1987年3月に雑誌『自動車とその世界』（第222号、トヨタ自動車発行）で発表する。しかし、当時の齊藤は無名であり、一方の当時「定説」とされていた1900年ロコモビル説は日本自動車工業会が主張しているものであったため、この発見は（一部の研究者からは支持されたものの）黙殺されることになる。
齊藤の発見を知りつつ無視していたトヨタ博物館で学芸員をしていた鈴木忠道はフランスの自動車博物館などと協力して調査を行い、1996年にフランスの自動車雑誌『LA FRANCE AUTOMOBILE』（1898年4月16日号）にテブネとパナール・ルヴァッソールの写真（上掲）が掲載されていることを発見する。この写真には車両が日本に送られたものであることを示すキャプションも付いていたことから、これが日本初渡来の車両を「パナール・ルヴァッソール」とする決定打となる。さらに追加調査によって、創業期のパナール・ルヴァッソール社の生産記録から、1897年末に日本を仕向け地として納車された車両がある事も判明し、調査結果は補強された。
以降は日本初渡来の車両はテブネのパナール・ルヴァッソールが定説となる。（→#渡来した最初期の車両）

## 渡来したパナール・ルヴァッソール

### 車両の特徴

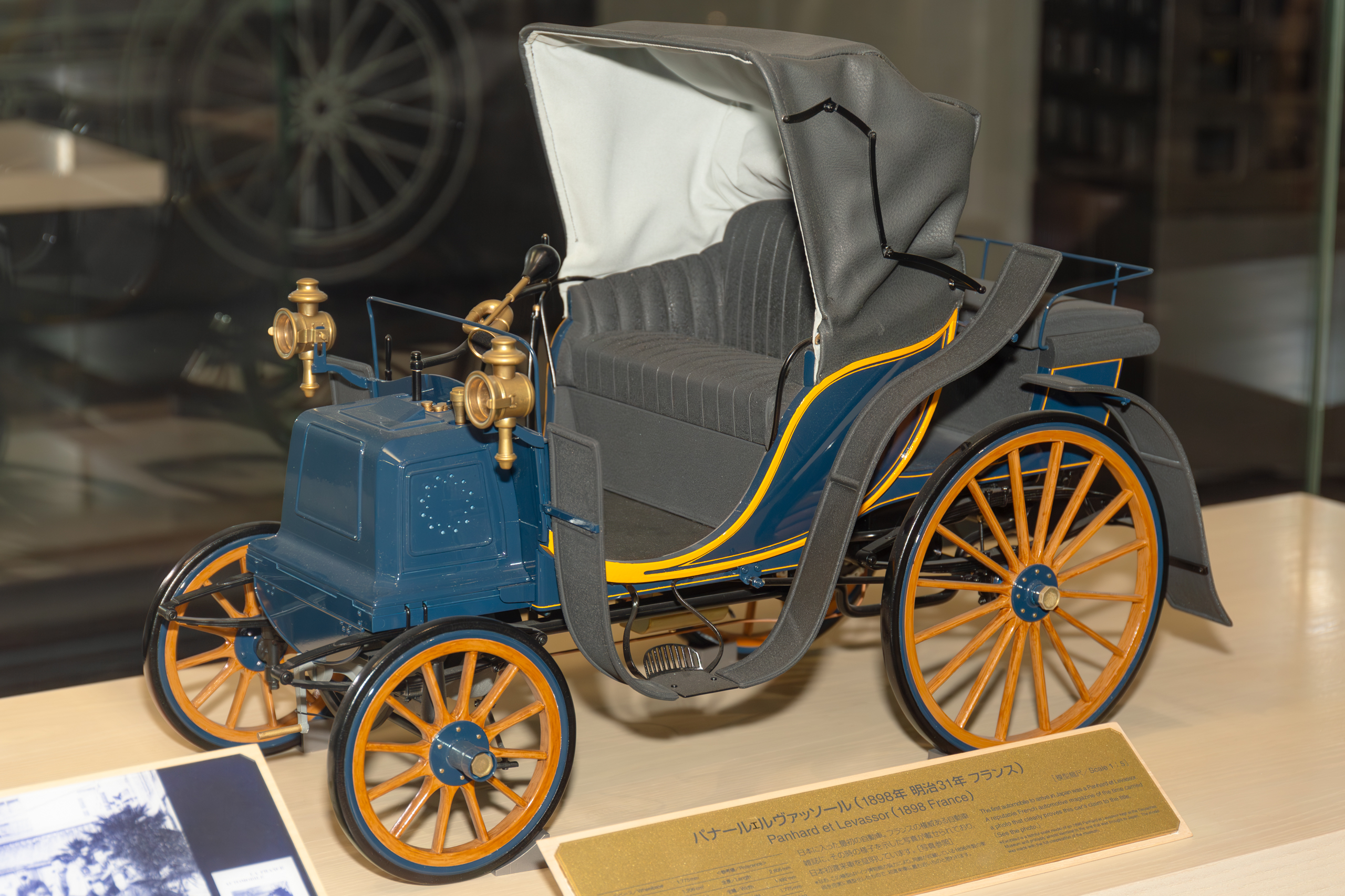
1896年製パナール・ルヴァッソールの模型（トヨタ博物館所蔵）

パナール・ルヴァッソールの車両そのものについては下記のことが判明している。
- 1897年式、型式はメール・フェートン型（Mail Phaeton Shape）で[24]、車種は不明[注 9]。
- パナール・ルヴァッソール社から1897年11月8日に「日本」を仕向け先として納車された車両だということが有力視されている[27][W 3][注 10]。
- ガソリンエンジンを搭載し、6リットルの石油瓦斯（おそらくガソリンの意）で12時間の走行が可能[28]。速度は時速8マイル（13㎞）、15マイル（24㎞）、20マイル（32㎞）に変更可能[28]。坂は12分の1までの勾配は難なく上ることができる[28]。
  - 上記の1897年11月8日に納品された車両の場合、エンジンタイプは「M2E」で、エンジンの製造番号は「941」[27][W 3]。M2E型エンジンの諸元から、水冷直列2気筒、1,206㏄, 4HP/700rpmという仕様が推定されている[27]。
- 操舵装置はティラー（英語版）・ハンドル[21][W 5][注 11]。
- タイヤは空気入りタイヤ（ニューマチックタイヤ）もしくはソリッドタイヤ[21][注 12]

### 渡来の様子
1898年（明治31年）にパナール・ルヴァッソールが渡来した時の様子については当時の新聞記事などから判明している。テブネはフランスのブイ機械製造所の技師で、軍需工場を合弁で作ろうと投資を募る目的で来日しており、新聞や工業専門誌の取材を積極的に受けていたためである。
テブネはこの年の「1月」にパナール・ルヴァッソールと共に来日したとされることが多い。「1月」とされているのは同年1月11日付けの『東京朝日新聞』記事で言及があることからの推定（便宜上の仮定）であり、判明しているのは同日よりは前ということのみで、テブネの来日時期は同年初めか前年末と推測されている。トヨタ博物館の鈴木忠道の調査では、同車は1897年11月8日に納車された車両であることが有力視されている。また、この時期にフランス（マルセイユ）発で横浜着の船便は1897年12月31日に横浜港に寄港するフランス蒸気船Laosがあり、同船により運ばれたと推測されている。
2月6日、テブネは東京市の築地と上野間でパナール・ルヴァッソールの試運転を行った。これは同車の宣伝を兼ねた試走で、築地のホテル・メトロポールから上野公園まで走行した。その後もテブネはたびたび東京市内を同車で走行しており、ジョルジュ・ビゴーの風刺画（上掲）は最初の試走も含めてこれらいずれかの時の様子を描いたものだと考えられている。
3月11日、テブネは帰国を前にパナール・ルヴァッソールを競売にかけた。5,300円までの入札はあったが、最低落札価格の6,000円には届かず、競売不成立となる。同車はテブネと共に日本を離れ、同年7月1日にフランスに帰着した。

## 他説の検証
19世紀末に「日本に持ち込まれた」とされる車両で、車両の実在と日本に持ち込まれたおよその時期が両方とも確定しているのは、2010年代までの研究では、1898年1月のテブネのパナール・ルヴァッソールと1900年8月の皇太子献納車の2台のみである（→#渡来した最初期の車両）。パナール・ルヴァッソール以外の車両についても検証がされており、下記の通りである。

### 皇太子献納車説
1900年の皇太子嘉仁親王の成婚に際してサンフランシスコの在米日本人会が電気自動車を献納したという説があり、この車両は「日本初の自動車」として戦前から長期に渡って紹介されていた（現在は否定されている）。広くそう信じられるようになった端緒は石井研堂の『明治事物起原』（大正増訂版・1926年刊）で、石井の物語を元にして俗説として広まったと考えられている。
車両の実在について、史料による裏付けが乏しかったことから疑義が呈されていたが、1980年代から1990年代にかけて行われた調査で車両が実在していたことが証明された（詳細は「皇太子献納車」を参照）。
この説が広まった背景
戦前からこの皇太子献納車説は研究者の間では支持されていなかったが、この説が広まった背景には戦前の皇室崇拝があり、日本初の物に皇室が関わっているという話は皇室を称揚する上でも都合が良く、そうした事情からこの説が好まれて広まったと考えられている。日本の自動車史研究において尾崎正久と柳田諒三の2名は戦前期の研究者の大家だったが、尾崎はプログレス電気自動車説（後述）を支持し、皇太子献納車説は俗説として否定している（皇太子献納車は「四輪自動車としては最初」と認めて配慮を見せている）。柳田は『自動車三十年史』（1944年刊）で皇太子献納車を「第1号車としたい」として挙げているが、これは物資統制下で同書を刊行するためにそう記述せざるを得なかった事情を滲ませていると評価されている。

### プログレス電気自動車説

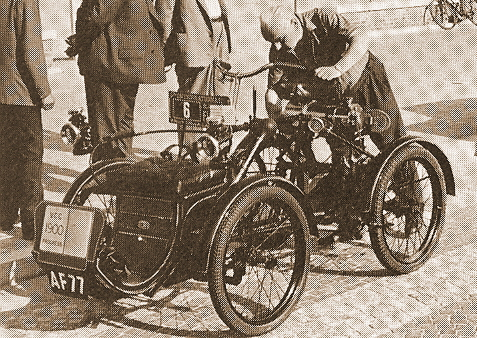
プログレス・サイクル（1900年型）※画像の車両は四輪

1899年（明治32年）に横浜で三輪のプログレス電気自動車が走っていたという説である。
内山駒之助が目撃談を座談会で語ったり、大日本自動車製造で上司だった石澤愛三に語ったりしている。内山は日本における最初期の自動車技術者（タクリー号の開発者）であり、この説は自動車史研究家の尾崎正久から支持されていた。
この説は言い伝えのみに基づいており裏付けとなる史料はなく、その内山の証言を直接聞いたことのある石澤は内山の話は「横浜で3輪車らしい自動車を見たことがある。それは32年（1899年）ごろであった」という曖昧なものであったと語っている。
『日本自動車工業史稿』第1巻（1965年）では、他の説については検証している一方、この説については扱うことを避けている。この説は可能性としてはあり得るが、確認が特に難しい事例と評価されている。

### 1900年ロコモビル説

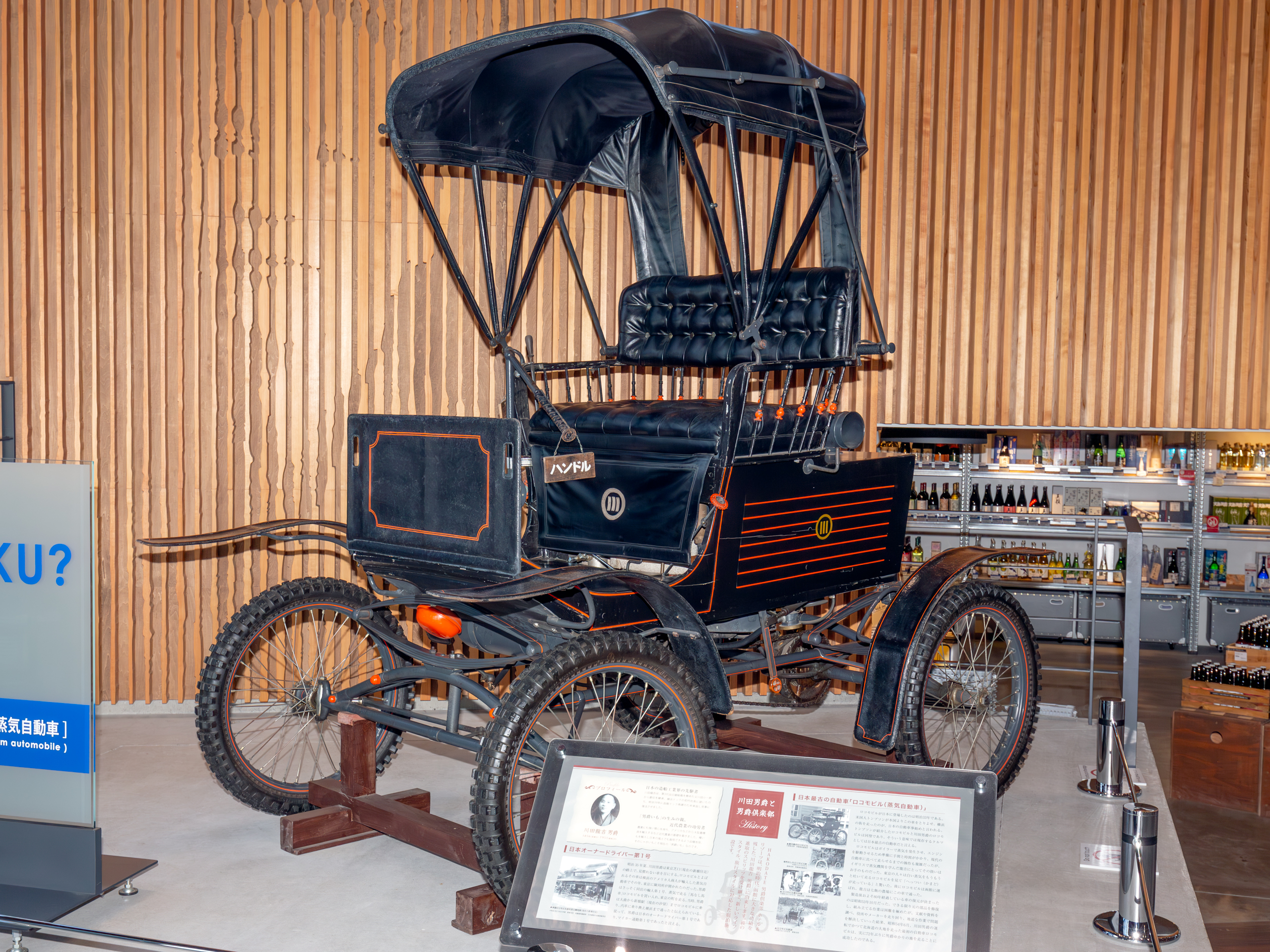
川田龍吉が購入したロコモビル（THE DANSHAKU LOUNGEに保存されている車両）。
宮崎は1901年（明治34年）に販売したものだと述べており、長く信じられていた。車体のマークは川田男爵家の家紋。

1900年（明治33年）4月に横浜に渡来したロコモビルが最初の輸入車だとする説である。戦後になって現れた新説だが、自動車工業会が『日本自動車工業史稿』第1巻（1965年）で皇太子献納車説を排してこの説を採用したことから有力説となる。パナール・ルヴァッソール説が定説となって以降は廃れており、ロコモビル社製の蒸気自動車について、1902年以降にまとまった数が日本に入ったことは確認されているものの、「1900年に初めて持ち込まれた」という主張については史料による裏付けを欠いており、この点では後述する批判を受けている。
説の発生と確立の経緯
この説は宮崎峰太郎という人物が 雑誌『汎交通』（日本交通協会発行）1961年5月号に寄せた「日本最初の自動車」という回顧談の中で語った話が起源となっている。宮崎は1900年当時に横浜の外国商館のひとつであるアメリカン・トレーディング・カンパニーに勤めており、この回顧談は80歳を過ぎてから発表したものである。
この回顧談の中で、宮崎は「明治33年4月」にアメリカ人の富豪の息子で横浜在住のJ・W・トンプソンという人物がアメリカン・トレーディング・カンパニーを介してロコモビル自動車を輸入したという話を明らかにする。
当時、『日本自動車工業史稿』の編纂に取り組んでいた自動車工業会は宮崎に取材してこの説を取り入れ、同書・第1巻（1965年刊）ではそれまで信じられていた皇太子献納車説を否定してこの1900年のロコモビルを日本に渡来した最初の自動車として記述した。
1979年、同書の説を受けてNHK北海道が函館・男爵資料館所蔵の川田龍吉のロコモビルを復元し、同年10月にドキュメンタリードラマ『いも男爵と蒸気自動車と』を全国放送して1900年ロコモビル説を一般にも広く普及させる。
批判
この説が有力説となると、研究者からは疑義と批判が出るようになる。疑義が出たのはこの説が宮崎の証言のみに基づいて断定したものであり、輸出入記録等の記録や新聞記事など、裏付けとなるような史料を示していなかったためである。
批判として1点目に指摘されたのは宮崎が語る当時の物事の時期が実際のそれと不一致なことである。
宮崎の談話で挙げられている当時の各事象の時期を実際の記録と照合すると、それぞれ1年前後の誤差があり、宮崎が証言した年月について全体的に信憑性に欠けることが調査によって明らかとなっている。一例として、ロコモビル社の日本代理店（芝口店）の開店時期を宮崎は「1901年4月」としているが、当時の複数の新聞記事や雑誌などにある報道では「1902年6月1日」であり、14か月の誤差がある。同様に、第5回内国勧業博覧会の時期も、宮崎は「1902年4月」としているが、実際の会期は「1903年3月から7月」で、およそ1年の開きがある。こうした1年前後の差異が他にも複数見つかっている。
加えて、宮崎の話に登場する「J・W・トンプソン」について、トンプソンはロコモビル社の日本進出にあたっての出資者で実在したことは確かだが、1902年に父親（ジョン・リー・トンプソン）とともに来日したことは確認できているものの、それ以前に日本に滞在していたという記録が発見されておらず、これも1900年ロコモビル説を否定する傍証となっている。
年の誤差については宮崎が60年前のことを語るにあたって1、2年の誤差を生じさせるのは仕方ないことで、それを裏付けも取らずに学説として採用した自動車工業会の姿勢に対しては批判もある。
批判の2点目は、宮崎が1901年（明治34年）に川田龍吉に販売したと述べていたロコモビルについてのもので　現存している同車に取り付けられている銘板に基づいたものである。宮崎が言うように川田が「1901年9月」に購入したとした場合、銘板からは下記の3つの矛盾を読み取ることができる。
- 特許取得日「JUL. 9, 1901」

川田の車両には特許取得日を列記した銘板が付けられており、その日付の内、最も新しいものは「1901年7月9日」付けとなっている。特許取得日は特許が確定してから刻まれるものなので、この車両は早くとも1901年秋頃に製造されたということになる。
- 製造番号「No. 3605」

ロコモビル社（1899年創業）は1899年に蒸気自動車の生産を始め、1899年に約600台、1900年に約1,600台、1901年に約1,400台生産した記録が残っており、1901年時点で累計で約3,600台を生産している。このことから、川田の車両は1901年末か1902年初め頃に生産された車両と推測できる。
- 生産地「BRIDGEPORT, CONN., U.S.A.」（米国コネチカット州ブリッジポート）

ロコモビル社の工場は創業当初はマサチューセッツ州ウエストボローに所在していたが、1901年7月にコネチカット州ブリッジポートに移転している。このことからこの車両が1901年7月以降に製造された車両であることを確定できる。
「1900年ロコモビル説」はロコモビルが輸入された時期が1901年以前だということを確定できるだけの根拠を示すことができていないということが、1990年代までに行われたこれらの批判の要点となる。
2000年代に入って、ウォルター・ストーン（ロコモビル社日本代理店の人物）が1902年4月にロコモビル8台を輸入したことの記録が発見されたことでもまた、1900年ロコモビル説への疑義は深まることになる。車両の引き取りに際してストーンはロコモビルの関税の税率をめぐって横浜税関と争っており、異議申し立ての経緯と採決についての記録が残っている。もしそれ以前から同車の輸入実績がある場合、この争いは不自然ということになる。上記の2点目に関連して、ブリッジポート工場から横浜までの輸送には当時およそ40日かかったと考えられているため、川田龍吉の車両もこの1902年4月着の8台の1台と考えたほうが無理がない。
この説が採用された背景
日本に初めて持ち込まれた車両の「定説」を書き換えることは、『日本自動車工業史稿』にとってはいわば目玉だった。同書はロコモビル説を主張するにあたって、皇太子献納車説に長文の批判を加えており、そこには昭和初期の大日本帝国政府におもねって歪んだ自動車の歴史を訂正しようという意気込みが感じられると同時に、その意気込みが定説への過度な否定につながっていることもはっきりと読み取れると言われている。つまり、史料的な根拠に欠ける説にもかかわらず、皇太子献納車説や（同説を「定説」に仕立てた）背景にある戦前の政治体制への反発が動機となって、新説を強引に断定してしまっている観は否めない。
この説が広まった背景

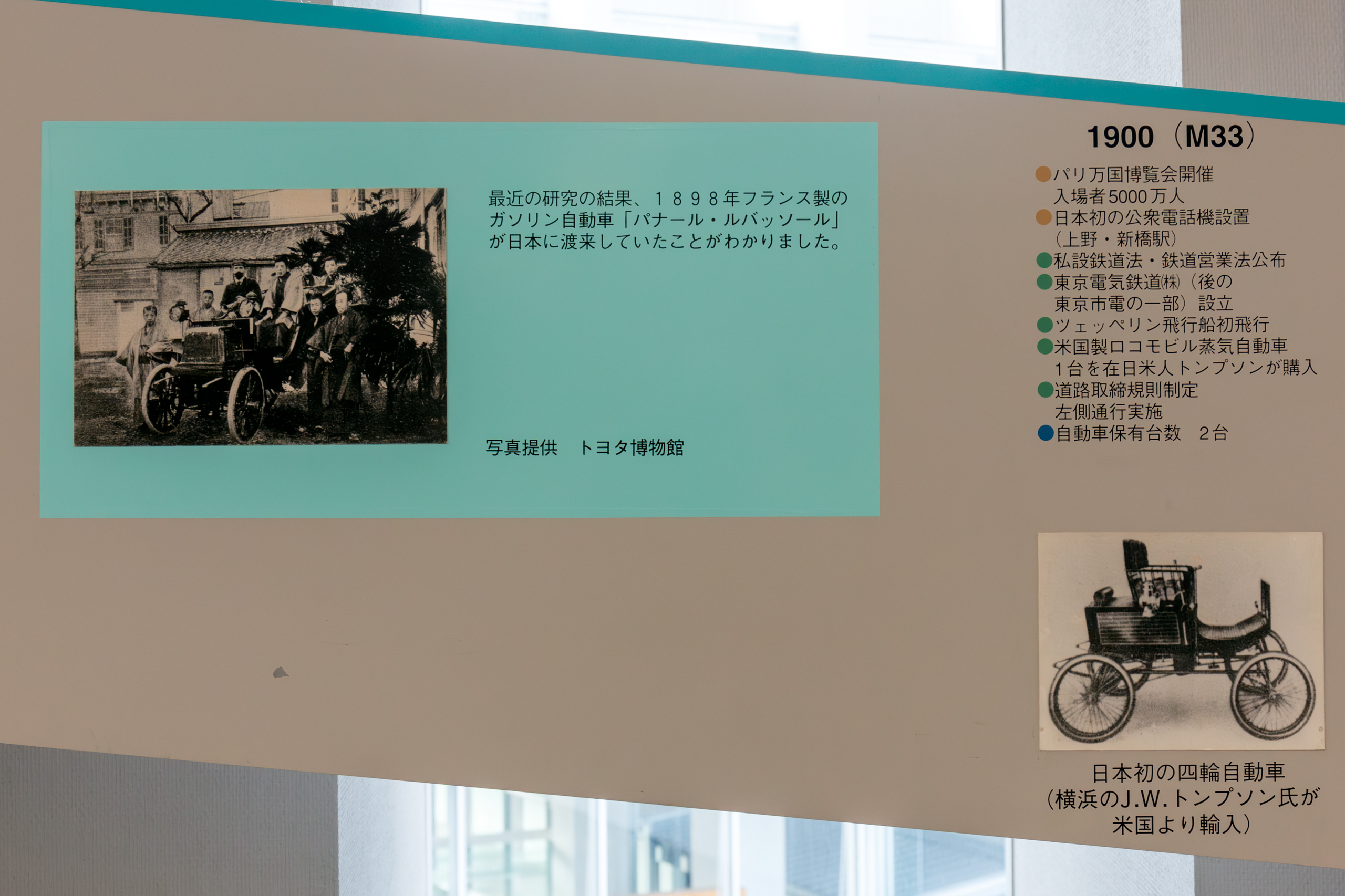
博物館が掲示する自動車年表にパナール・ルヴァッソール説を後から追加した例（日野オートプラザ）。1900年ロコモビル説に基づいた記述が残っている。

説の根拠は一個人の回顧談のみであり、明確な証拠は示されていなかったが、自動車製造会社の業界団体である自動車工業会が『日本自動車工業史稿』に載せた説であったため、説の適否について検証されることはなく、百科事典や自動車博物館の説明文、自動車メーカーの社史などで長年に渡って引用され続けて広まった。

### 上記以外の諸説

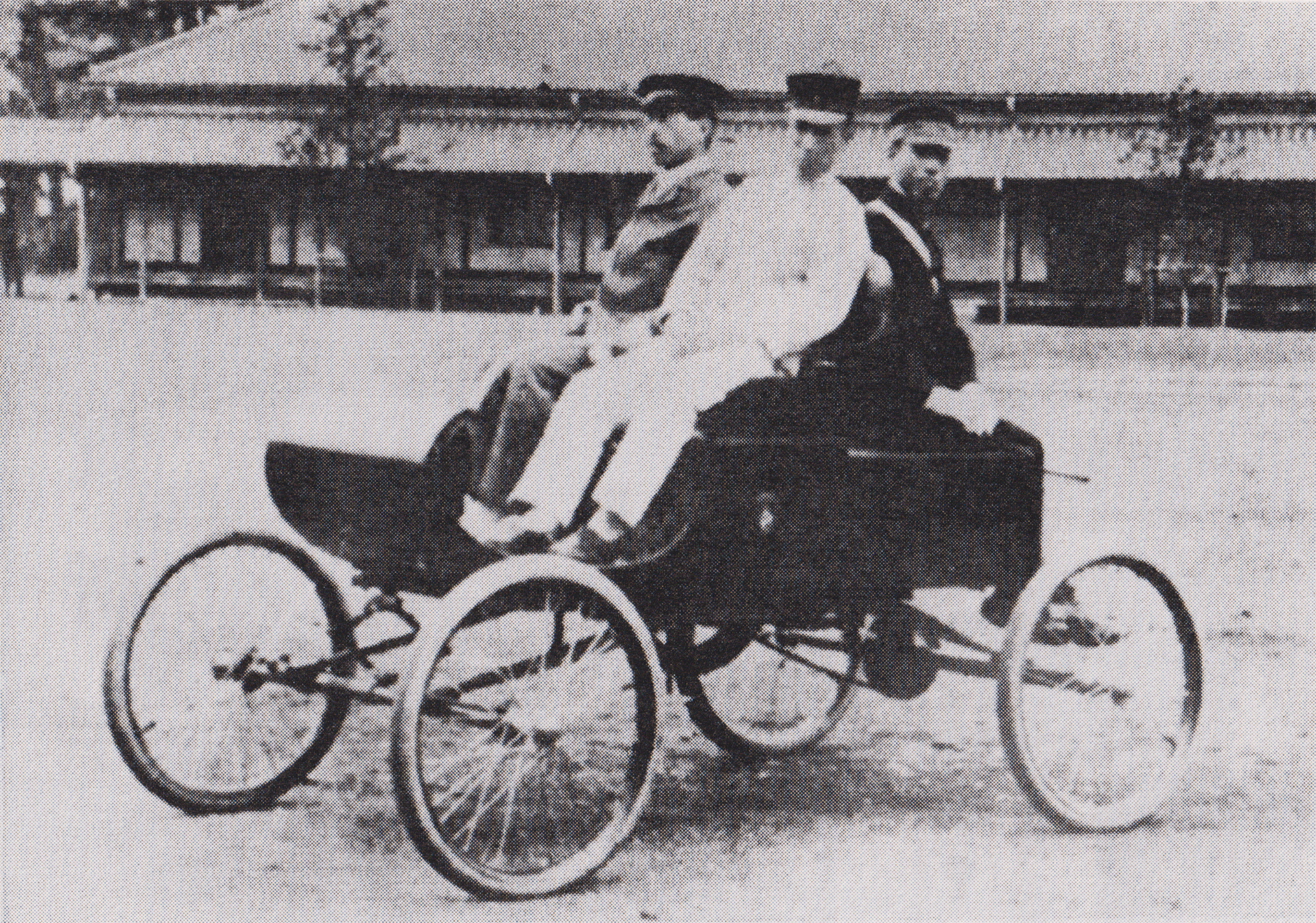
陸軍中央幼年学校の校庭で撮影されたとされるオールズモビルの写真で、1902年（明治35年）に撮影されたと考えられている。白服の人物が北白川宮恒久王、横に座っているのが福島隊長、後ろが伊藤助太郎少佐とされる。

どの時期にもどの研究者からも最有力説として扱われたことがない諸説は、下記の通りである。一部の説は可能性を否定しきれないものの、いずれも実在や輸入時期の根拠となる史料を片方もしくは両方とも欠いており、不確かな説である。
- 1897年（明治30年） - オリエント蒸気自動車

この説は戦後に広まったもので、根拠となる史料は全く発見されておらず、説の起源も不明である。
オリエント蒸気自動車は米国のウォルサム・マニュファクチャリング社によって製造されていたものだが、同社が蒸気自動車の製造を始めたのは1901年とされており、1897年以前に日本に持ち込むことはおそらく不可能である。オリエント蒸気自動車は1901年以降にまとまった台数が日本に輸入されるようになっており、その内の1台の記録が年代を間違えて伝えられていると推測されている。

- 1897年（明治30年） - 石油発動自動車

この車両は1897年3月24日付けの『報知新聞』で「輸入予定」だと報じられているのみで、他の媒体でも続報が発見されておらず、予定だけに終わったと考えられている。

- 1897年（明治30年） - 横浜、神戸の外国人商会が輸入した自動車

外国人が外国人居留地以外に住めるようになったのは1899年7月17日の改正条約発効（内地雑居の実施）以降で、それまでは旅行も許されていなかったことから、それ以前に自動車を持ち込むとは考えにくいという見方と、居留地内で自動車が存在していたとしてもそのことを日本の新聞などは記事にしなかったのではないか（記録されていないところで輸入されていたのではないか）という見方がある。いずれにせよ、存在したことを裏付ける史料は発見されていない。

- 1899年（明治32年） - 陸軍中央幼年学校の西村教官が持ち帰ったガソリン自動車

この説は言い伝えがあるのみで根拠となる史料は全く発見されておらず、「当時同校在学中の竹田宮恒久王殿下、同校第一中隊一区隊長福島中尉及び運転手が西村教官と座上せる写真もある」という様子と共に伝わるのみである。
関連のありそうな史料として、1902年（明治35年）頃に陸軍中央幼年学校の校庭で北白川宮恒久王（後の竹田宮恒久王）、福島隊長、伊藤助太郎少佐がオールズモビル・カーブドダッシュ（1901年発売）の4人乗り乗用車（ラナバウト）に乗っているところを撮影した写真は存在する。この車両は同校のフランス語教官である黒田太久馬がフランスから持ち帰ったものとされ、この説の「西村教官」とはすなわち黒田教官のことではないかと言われている。黒田が車両を持ち帰ったという話が事実ではなくても、黒田の妻である黒田琴はモーター商会（オールズモビルを扱っている）の出資者の一人であることから、幼年学校がオールズモビルを借用することは難しくなかったと推測されている。いずれにせよ、1899年の出来事とはならない。

- 1899年（明治32年） - 大倉喜七がパリ万博から持ち帰ったダチオン号

警察関係の年表に記載があり、信憑性が高いようにも思われる説だが、大倉喜七（後の喜七郎）は1900年からイギリスに留学しており、パリ万国博覧会（1900年）から日本に帰国しているとした場合は矛盾があり、警察の記録に誤りが疑われる。また、パリ万博は1900年の前は1889年開催なので、持ち帰ったという話が仮に事実であったとしても、「1899年」という開催年は不正確ということになる。
喜七の父親である大倉喜八郎は1900年の5月から9月にかけてパリ万博を含めて欧米を商業視察のため旅行しており、（喜七ではなく）喜八郎が自動車を購入して日本に持ち帰ったとも考えられるが、裏付けとなる史料がない。ただし、大倉に限らず当時の金持ちは郊外に広大な別荘を持っていることが多く、記録には残っていないだけでそうした場所で使うために人知れず自動車を所有していた可能性は排除できないとも考えられている。

## 渡来した最初期の車両
日本へ渡来した最初期の自動車（二輪車を除く）で、主だった車両は以下の通り。それぞれ、何らかの分類によって、日本に渡来した最初の自動車として紹介されることがある。以下の記述で初の例と書いているものは、いずれも二輪自動車の例を除く。
1898年（明治31年）

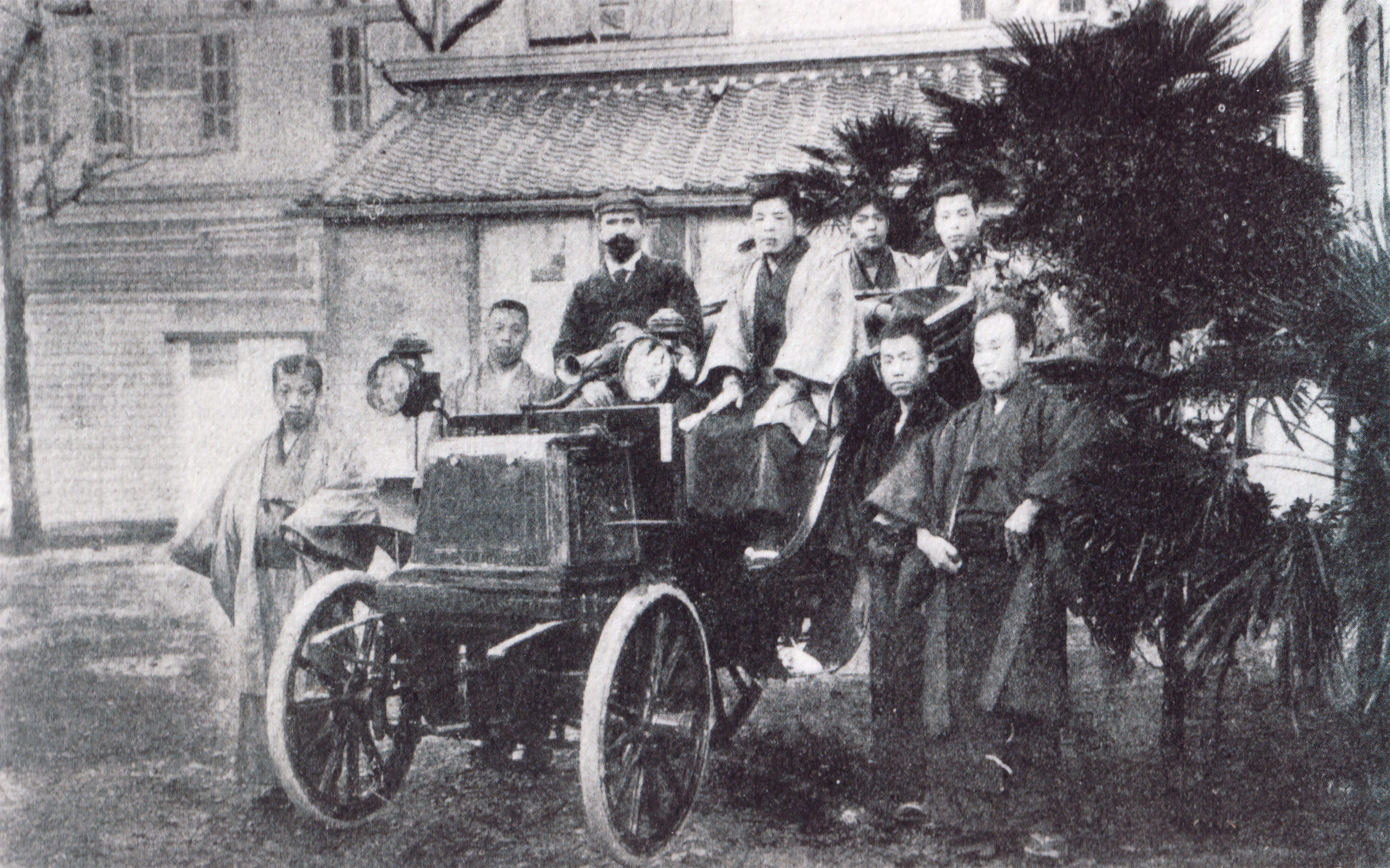
1月 - パナール・ルヴァッソール
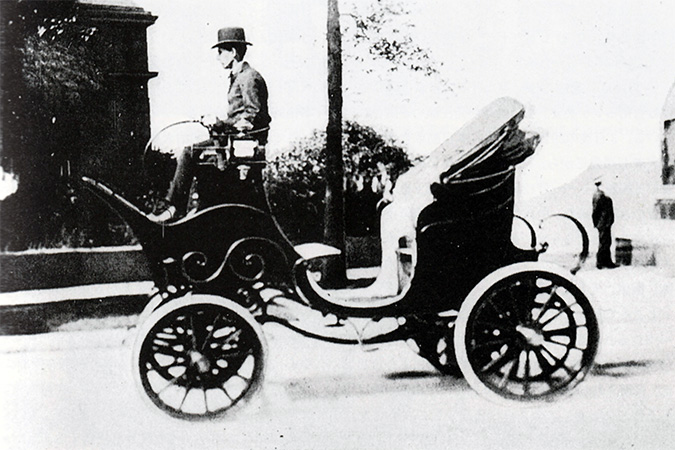
1900年（明治33年）8月 皇太子献納車
1901年（明治34年）3月 ナイアガラ蒸気自動車
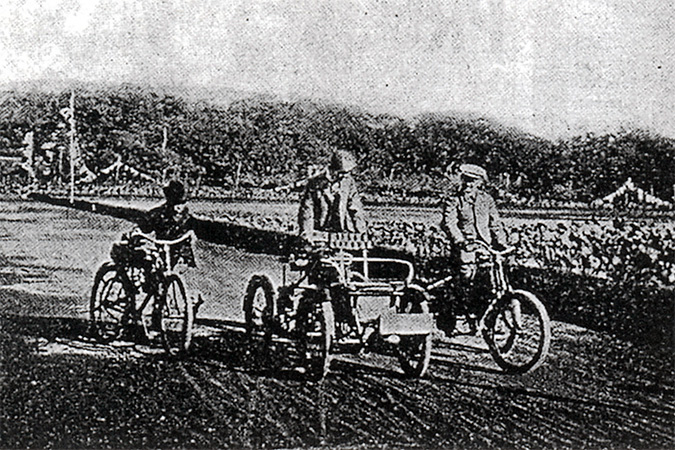
1901年（明治34年）11月以前 グラディエートル（中央の車両）
1902年（明治35年）2月 オリエント蒸気自動車
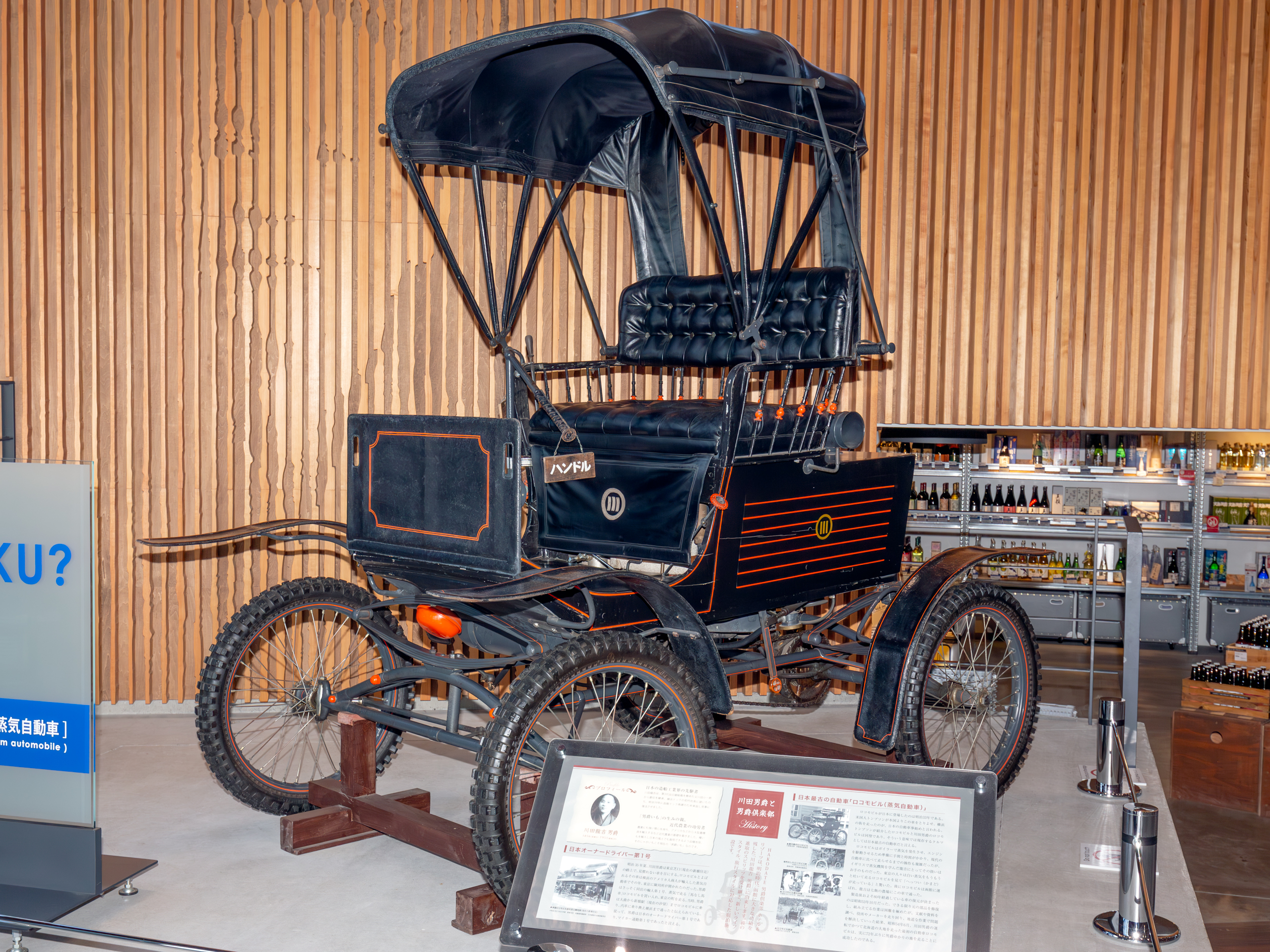
1902年（明治35年）4月 ロコモビル蒸気自動車
上述。日本に渡来した初の四輪自動車とされる。
ジャン＝マリー・テブネがこの車で築地・上野間（片道約6 km）を試験走行しており、これは日本国内で自動車が走行した初の例とされる。

1900年（明治33年）
- 8月 - 皇太子献納車[38][39]
上述。日本に渡来した初の電気自動車とされる[67]。また、日本に2番目に渡来した自動車とみなされている[注 31]。
電気技師の廣田精一が最初の検査を担当し、廣田は日本人としては初めて自動車を運転した人物だと考えられている[67]。
公道で試走した際に別の者が事故を起こしており、これは日本国内では初の自動車による交通事故とされている。

1901年（明治34年）
- 3月26日[66][68] - ナイアガラ蒸気自動車
横浜のブルウル兄弟商会が輸入[68]。販売目的で日本に輸入された自動車として初の例とされる[68]。また、確認されている中では、日本に渡来した初の蒸気自動車にあたる。
同商会のレオポルト・アベンハイムが、専売合資会社（1900年設立）という輸入品販売店を営んでいた松井民治郎に日本における販売代理店となるよう依頼し、松井がこれを引き受けた[68][注 32]。
同年6月22日、同商会のリチャード・アベンハイムが、横浜・新橋間（片道約30 km）をこの車両で走行した[71][33][注 33]。これは、日本国内を自動車で長距離ドライブした初の例とされる。
- 11月以前 - グラディエートル（英語版）
2台の自転車を組み合わせて作られた車体にエンジンを搭載したサイクルカー（四輪オートバイ）。ロシア領事館駐在のロシア人書記官から、双輪商会の吉田真太郎に譲られた車両で、吉田は日本初のオーナードライバーに数えられている[33]。同車は同年11月に開催された日本における最初の自動車レースに参戦した[33]。
同時期に、米国公使館など、日本に駐在する他の各国外交使節の中にも東京市内で自動車を運転していた者がいたと言われている[40]。

1902年（明治35年）
- 2月[33] - オリエント蒸気自動車
ブルウル兄弟商会のアベンハイムが自家用のつもりで輸入したもので、林平太郎が運転手として雇われた[69]。同商会は翌3月にはオールズモビルも輸入[33]。
松井民治郎は自身の自動車販売店を開業するということで話がまとまり、オリエント蒸気自動車と林は松井に譲られ、まずは同車1台を唯一の商品とする形で、日本人によるものとしては日本初の自動車販売店となる「モーター商会」（1901年9月設立[73]）が開業することになる[69][注 34]。
また、同車にかかわった林は日本人としては初の自動車エンジニアに数えられている。
- 4月 - ロコモビル蒸気自動車
上述。8台が到着し、まとまった数で輸入された初の例とされる[75]。
同年9月に川田龍吉が購入した個体は、当時日本に渡来して現存する中では最古の車両だと考えられている[51][W 8]。また、川田の車両は、川田本人によって通勤に常用されていたことから、日本人が使用していたものとしては初の自家用乗用車とみなされている[51][W 8]。川田の次に浅野総一郎も購入したほか、4台が1903年（明治36年）の第5回内国勧業博覧会で展示された[75]。
- 11月[66][33] - ジュリア自動車（英語版）
神戸でニッケル商会（C・ニッケル商会）を営むセオドル・マッシアス・ニッケルが、モーター商会から購入[33]。

- 1898年（明治31年）1月
パナール・ルヴァッソール
- 1900年（明治33年）8月
皇太子献納車
- 1901年（明治34年）3月
ナイアガラ蒸気自動車
- 1901年（明治34年）11月以前
グラディエートル（中央の車両）
- 1902年（明治35年）2月
オリエント蒸気自動車
- 1902年（明治35年）4月
ロコモビル蒸気自動車

## 関連書籍
- 中部博『自動車伝来物語』（集英社、1992年）

日本に最初にやってきた自動車についての諸説、「パナール・ルヴァッソール説」の登場、「皇太子献納車」の実在を突き止めるまでの経緯を、自動車史研究家の大須賀和美の話、ノンフィクション作家の著者が行った調査取材の話を交えて著述している。

- 齊藤俊彦『轍の文化史──人力車から自動車への道──』（ダイヤモンド社、1992年）

第8章に詳述がある。著者が1987年に発表した「ベールを脱いだ幻の第一号車」が加筆修正されて掲載されている。